# 메타네이라

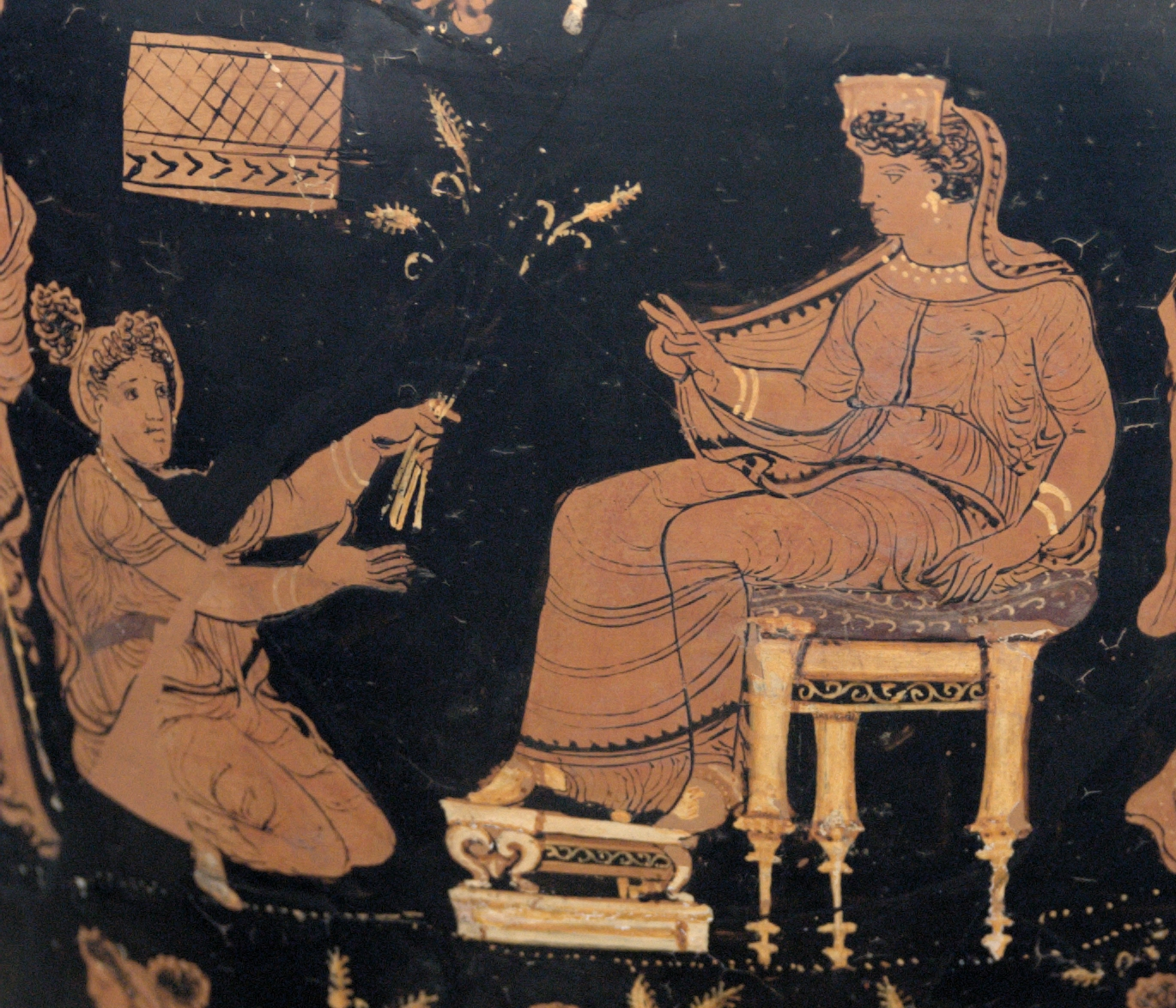
데메테르와 메타네이라, 아풀리안 적회식 히드리아, 안티켄잠을룽 베를린(1984.46)

그리스 신화에서 메타네이라(고대 그리스어: Μετάνειρα), 또는 메가네이라는 엘레우시스의 여왕이자 켈레오스의 아내이다.

## 신화
데메테르는 도소라는 이름의 노파로 변신하여 자신의 딸을 찾던 중 아티카 지방의 엘레우시스에 도착하여 켈레오스 왕에게 환대를 받았다. 켈레오스는 자신과 메타네이라의 아들 데모폰을 보살펴달라고 청하였다. 켈레오스의 환대에 대한 보답으로 데메테르는 매일 밤 가족 난로에 데모폰을 데려가 그가 가진 영혼을 불태워 그를 불멸자로 만들고자 하였다. 어느 날 메타네이라가 데메테르를 찾아가 불길에 휩싸인 아들을 보고 비명을 질렀고, 여신은 산만해져 의식을 완료할 수 없게 되었다. 데모폰이 화염에 파괴되었다고도 하고, 아무런 피해도 입지 않았다고 말하는 원전도 있다. 오비디우스의 《행사력》에서는 이 아기가 데모폰이 아닌 트립톨레모스였다고 전하는데, 다른 대부분의 판본에서는 그가 당시에 성인이었다고 적고 있다. 또한, 일부 원전에서는 그의 혈통 자체가 달랐다고 말한다. 그러나 모든 판본에서 데메테르가 트립톨레모스에게 농업 기술을 가르치기로 결정하였고, 그로부터 다른 그리스 사람들이 작물을 심고 수확하는 법을 배웠다는 것에는 동의하고 있다. 그는 데메테르와 페르세포네의 가호 아래 날개 달린 전차를 타고 땅을 가로질러 날아다니며 그리스 전역에 농업 기술을 전파하는 임무를 완수하였다. 일부 신화 전승에서는 메타네이라의 아들 아바스가 데메테르를 조롱하여 도마뱀으로 바뀌는 벌을 받았다고 전하는데, 다른 전승에서는 아바스가 아닌 미스메의 아들 아스칼라보스라고 이야기한다.